# Ischyra punctinervis
Ischyra punctinervis är en insektsart som beskrevs av Brunner von Wattenwyl 1878. Ischyra punctinervis ingår i släktet Ischyra och familjen vårtbitare. Inga underarter finns listade i Catalogue of Life.